# Madanpur Rampur
Madanpur Rampur es una ciudad censal situada en el distrito de Kalahandi en el estado de Odisha (India). Su población es de 7892 habitantes (2011). Se encuentra a 54 km de Bhawanipatna y a 268 km de Bhubaneswar.

## Demografía
Según el censo de 2011 la población de Madanpur Rampur era de 7892 habitantes, de los cuales 4034 eran hombres y 3858 eran mujeres. Madanpur Rampur tiene una tasa media de alfabetización del 82,40%, superior a la media estatal del 72,87%: la alfabetización masculina es del 87,71%, y la alfabetización femenina del 75,81%